# شهادة إتقان
لقد تم إصدارشهادة الإتقان عن طريق تقرير «الاختيار الأمريكي: المهارات العالية أو الأجور المنخفضة». كان يطلق على شهادة الإتقان الأولية دبلومة التعليم القائم على النتائج حيث كان من الضروري الحصول على الشهادة الثانوية أو استبدالها وكان هذا من سمات إصلاح التعليم في كثير من الولايات مثل واشنطن وأوريغون.
حيث دعا تقرير القوى العاملة في البلاد إلى مواجهة تحديات النظام العالمي الاقتصادي الجديد. ولقد نُشر تقرير لجنة التأهيل حول مهارات القوى العاملة الأمريكية، في يونيو 1990 من قبل المركز القومي للتعليم والاقتصاد، برئاسة مارك تاكر (Marc Tucker). وتعتبر هذه الوثيقة ذات أهمية كبيرة حيث كانت أساسًا لقوانين ومعايير ونظم تقييم إصلاح التعليم التي وضعتها العديد من الدول والحكومة الفيدرالية في التسعينيات من القرن العشرين في الولايات المتحدة. ومن ثم، تقوم بتنظيم مبادئ إصلاح التعليم القائم على النتائج، الذي أصبح فيما بعد إصلاح التعليم المستند إلى المعايير.

## التوصيات
من التقرير:

ينبغي تعيين معيار أداء تعليمي جديد لجميع الطلاب، لتلبية احتياجات من هم دون سن السادسة عشرة. ومن ثم، ينبغي وضع هذا المعيار على المستوى المحلي وتوجيهه إلى أعلى المعدلات في العالم. حيث سيجتاز الطلاب سلسلة من عمليات التقييم على أساس الأداء التي تتضمن المعيار الذي قد يُمنح لشهادة الإتقان الأولية. وستؤهل هذه الشهادة الطالب للاختيار من بين الذهاب إلى العمل أو الدخول في برنامج الإعداد الجامعي أو الدراسة للحصول على الشهادة التقنية والمهنية، التي قد تكون مرتبطة بوضوح مع متطلبات الوظيفة المقدمة. ولم يُقصد بهذه المعايير آليات الأسلوب، ولكنها قد تسمح بفرص متعددة للنجاح، وسيكون الهدف ببساطة هو ضمان تحقيق معايير الأداء العالي للغالبية العظمى من القوى العاملة في البلاد.

## التراث
أخيرًا وقع المركز القومي للتعليم والاقتصاد عقودًا مع مقاطعات وولايات لتغطية أكثر من نصف أطفال المدارس الحكومية، بما في ذلك تقييم واشنطن لتعليم الطلاب ونظام التقييم الشامل لماساتشوستس.

## الإهمال
لقد تم إهمال الشروط الرسمية والاتفاقيات التعاقدية حيث لم تعد هناك ولايات أو مقاطعات متعاقدة مع المركز القومي للتعليم والاقتصاد، وقد أهملت التشريعات في ولايات مثل واشنطن مصطلح «شهادة الإتقان الأولية» أو اختلافاته الطفيفة.
حيث استبدلوها بصورة فعالة بمصطلح عدم إهمال أي طفل وعادل الشهادة الثانوية بـ الاختبار المستند إلى المعايير المستوحاة من التعليم القائم على النتائج. لذا يُعد اجتياز الاختبار في سن السادسة عشرة شكل من أشكال الممارسة الأوروبية لإنهاء التعليم في الكلية غير الملزمة في سن السادسة عشرة والمتبوعة بفترة التدريب المهني، ولذا تستخدم جميع الدول اختبارات المرحلة العاشرة، على الرغم من عدم اتباع المدارس الثانوية في الولايات المتحدة ذلك.
حتى نهاية المرحلة الثانية عشرة.

## لجنة جديدة للتأهيل على مهارات القوى العاملة الأمريكية
نشر المركز القومي للتعليم والاقتصاد دراسة جديدة في ديسمبر 2006، وشارك في كتابتها مارك تاكر الذي أسس النسخة المحدثة من تقرير الاختيار الأمريكي. ولقد تم التخلي عن مصطلح «شهادة الإتقان الأولية»، ولكن لا يزال تقرير «الاختيارات الصعبة أو الأوقات الصعبة» يدعو إلى أداء اختبار معين في سن السادسة عشرة والذي من شأنه أن ينهي التعليم الثانوي، يليه التسجيل في كلية المجتمع أو دورات الإعداد الجامعية.

## وصلات خارجية
- The New Commission on the Skills of the American Workforce official website